# Athena (canción)
«Athena» es una canción del grupo británico The Who, publicada en el álbum de estudio It's Hard en 1982. El tema, compuesto por el guitarrista Pete Townshend, fue también lanzado como el primer sencillo del álbum, y alcanzó un éxito moderado al llegar al puesto 28 de la lista estadounidense Billboard Hot 100 y al 40 de la británica UK Singles Chart.
Townshend compuso la canción después de un encuentro con la actriz Theresa Russell. El músico se enamoró de la mujer, y su frustración por ser rechazado por Russell quedó plasmado en la canción. Este contexto, asociado con un problema con un director de cine, se convirtió en una subtrama del proyecto musical The Lifehouse Chronicles. Townshend, que comparte la voz principal con Roger Daltrey en la canción, cambió el título por el de Athena para disfrazar la verdadera personalidad de Russell.
A pesar de ser el primer sencillo del álbum, The Who solo tocó «Athena» un total de diez veces en su gira de 1982, y desde entonces no ha sido interpretada en directo.